# London Knights
Die London Knights sind ein professionelles kanadisches Eishockeyteam aus London in der Provinz Ontario, das momentan in der Juniorenliga Ontario Hockey League spielt.

## Geschichte
Das Team war schon 1965 als London Nationals in der Ontario Hockey Association gegründet worden, 1969 kaufte der Geschäftsmann Howard Darwin die Rechte an den Nationals. Darwin wollte neuen Wind in das Franchise bringen und so wurde ein Wettbewerb um einen neuen Teamnamen abgehalten. Der Beiname „Knights“ setzte sich durch, die Teamfarben wurden in grün, weiß und gold geändert. In der Saison 1976/77 erreichte die Mannschaft mit den späteren NHL-Spielern Rob Ramage, Brad Marsh und Dino Ciccarelli erstmals das Finale um den J. Ross Robertson Cup, die Meisterschaft der OHL. Dieses wurde allerdings gegen die Ottawa 67’s verloren. Die frühen 1980er Jahre stellen den Tiefpunkt der bisherigen Franchisegeschichte mit schlechten Zuschauerzahlen und Ergebnissen dar. Dies änderte sich, als der spätere NHL-Star Brendan Shanahan in der Liga Prominenz erlangte und mitverantwortlich für die in der Folge besseren Ergebnisse war.
1986 verkaufte Howard Darwin die Knights und deren Heimstadion, das London Gardens, an Jack Robillard, Al Martin und Bob Wilson, drei Geschäftsmänner aus Paris, Ontario. Die neuen Besitzer modernisierten das Team und das London Gardens, was sich zunächst auch in den besser werdenden Ergebnissen widerspiegelte. Zwischen 1987 und 1993 beendeten die Knights keine Saison schlechter als auf dem dritten Platz der Emms Division, inklusive eines Divisionstitels im Jahr 1990. Dennoch konnte das Team diese Erfolge nicht in den Playoffs umsetzen, das Finale der OHL konnte bis dato nicht mehr erreicht werden.
1994 wurden die Knights erneut weiterverkauft, diesmal an den Immobilienmakler Doug Tarry senior. Unglücklicherweise absolvierte das Team kein Spiel unter seinem neuen Besitzer, da Tarry zuvor verstarb. Die Knights wurden schließlich an seinen Sohn Doug Tarry junior vererbt, welcher das London Gardens erneut renovierte und zudem in London Ice House umbenannte. Dennoch ging die OHL-Saison 1995/96 als bisher schlechteste in die Geschichte der gesamten OHL ein, da die Knights lediglich drei der 66 Saisonspiele gewinnen konnten und die Spielzeit mit nur neun Punkten auf dem letzten Platz der OHL beendeten. In den folgenden Jahren erholte sich das Franchise nur schwerlich, zudem beendete die Tarry-Familie ihr Engagement am „Ice House“ um die Genehmigung zum Bau einer neuen Arena von der Stadt London zu bekommen. Mit Trainer Gary Agnew und den zukünftigen NHL-Spielern Rico Fata und Tom Kostopoulos verbesserten sich die Ergebnisse, 1999 wurden sogar überraschenderweise die Playoffs erreicht, dort scheiterte man erst im OHL-Finale an den Belleville Bulls.

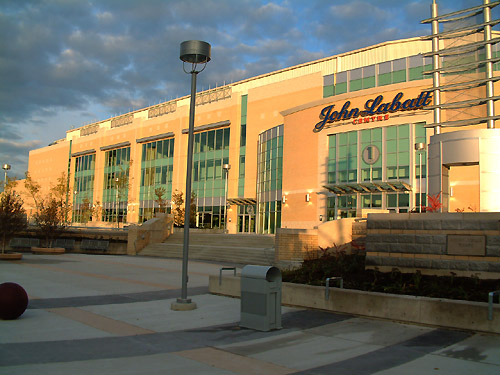
Der Beginn einer neuen Ära: Das John Labatt Centre

2000 kauften die ehemaligen NHL-Spieler Dale und Mark Hunter das Franchise und starteten in der Folgezeit einen Neuaufbau. 2002 zogen die Knights ins neugebaute, 9.090 Zuschauer fassende John Labatt Centre um, zudem trugen die Spieler wieder ihre traditionellen grün-goldenen Trikots, was in der Ära Tarry geändert worden war. Mit der Saison 2003/04 begann eine neue, erfolgreiche Zeit in der Franchisegeschichte. Seit 2004 gewannen die Knights viermal in Folge die Hamilton Spectator Trophy als punktbestes Team der regulären Saison, zudem erreichte das Team zweimal das Finale um die Meisterschaft der OHL. 2005 gewannen die Knights die Finalserie mit 4–1 Spielen gegen die Ottawa 67’s und wurden somit zum ersten Mal Meister der Liga, die Krönung in der bisher erfolgreichsten Saison der Vereinsgeschichte folgte mit dem Gewinn des Memorial Cups, der Meisterschaft der Canadian Hockey League, der alljährlich zwischen den Meistern der drei Top-Juniorenligen OHL, WHL und QMJHL ausgespielt wird.
Das OHL-Finale 2005/06 verloren die Knights gegen die Peterborough Petes, in der Saison 2006/07 erreichte man immerhin erneut das Finale der Western Conference.

## Logos

Logo von 1965 bis 1978

## Erfolge
| Memorial Cup Meister der Canadian Hockey League - 2004/05 gegen die Océanic de Rimouski - 2015/16 gegen die Huskies de Rouyn-Noranda J. Ross Robertson Cup Meister der OHL - 2004/05 gegen die Ottawa 67’s - 2011/12 gegen die Niagara IceDogs - 2012/13 gegen die Barrie Colts - 2015/16 gegen die Niagara IceDogs Vizemeister - 1998/99 gegen die Belleville Bulls - 1976/77 gegen die Ottawa 67’s - 2005/06 gegen die Peterborough Petes Hamilton Spectator Trophy Meister der regulären Saison - 2003/04 – 110 Punkte - 2004/05 – 120 Punkte - 2005/06 – 102 Punkte - 2006/07 – 104 Punkte - 2011/12 – 99 Punkte - 2012/13 – 105 Punkte | Wayne Gretzky Trophy Meister Western Conference - 1998/99 - 2004/05 - 2005/06 - 2011/12 - 2012/13 - 2015/16 Emms Trophy Meister Emms Division - 1977/78 - 1989/90 Bumbacco Trophy Meister West Division - 1997/98 Holody Trophy Meister Midwest Division - 2003/04 - 2004/05 - 2005/06 - 2006/07 - 2008/09 - 2009/10 - 2011/12 - 2012/13 |

## Auszeichnungen

### Canadian Hockey League
| CHL Player of the Year - 1981/82 – Dave Simpson - 1993/94 – Jason Allison - 2015/16 – Mitchell Marner Hap Emms Memorial Trophy Bester Torhüter des Memorial Cups - 2005 – Adam Dennis - 2016 – Tyler Parsons Stafford Smythe Memorial Trophy Most Valuable Player des Memorial Cups - 2005 – Corey Perry - 2016 – Mitchell Marner George Parsons Trophy Fairster Spieler des Memorial Cups - 2013 – Bo Horvat Brian Kilrea Coach of the Year Award - 2003/04 – Dale Hunter CHL Executive of the Year - 1997/98 – Paul McIntosh | CHL Defenceman of the Year Bester Verteidiger der CHL - 2004/05 – Danny Syvret CHL Goaltender of the Year - 2011/12 – Michael Houser CHL Humanitarian of the Year - 1997/98 – Jason Metcalfe CHL Rookie of the Year - 2006/07 – Patrick Kane CHL Top Draft Prospect Award - 2006/07 – Patrick Kane - 2008/09 – John Tavares CHL Top Scorer Award - 1993/94 – Jason Allison - 2006/07 – Patrick Kane |

### Ontario Hockey League

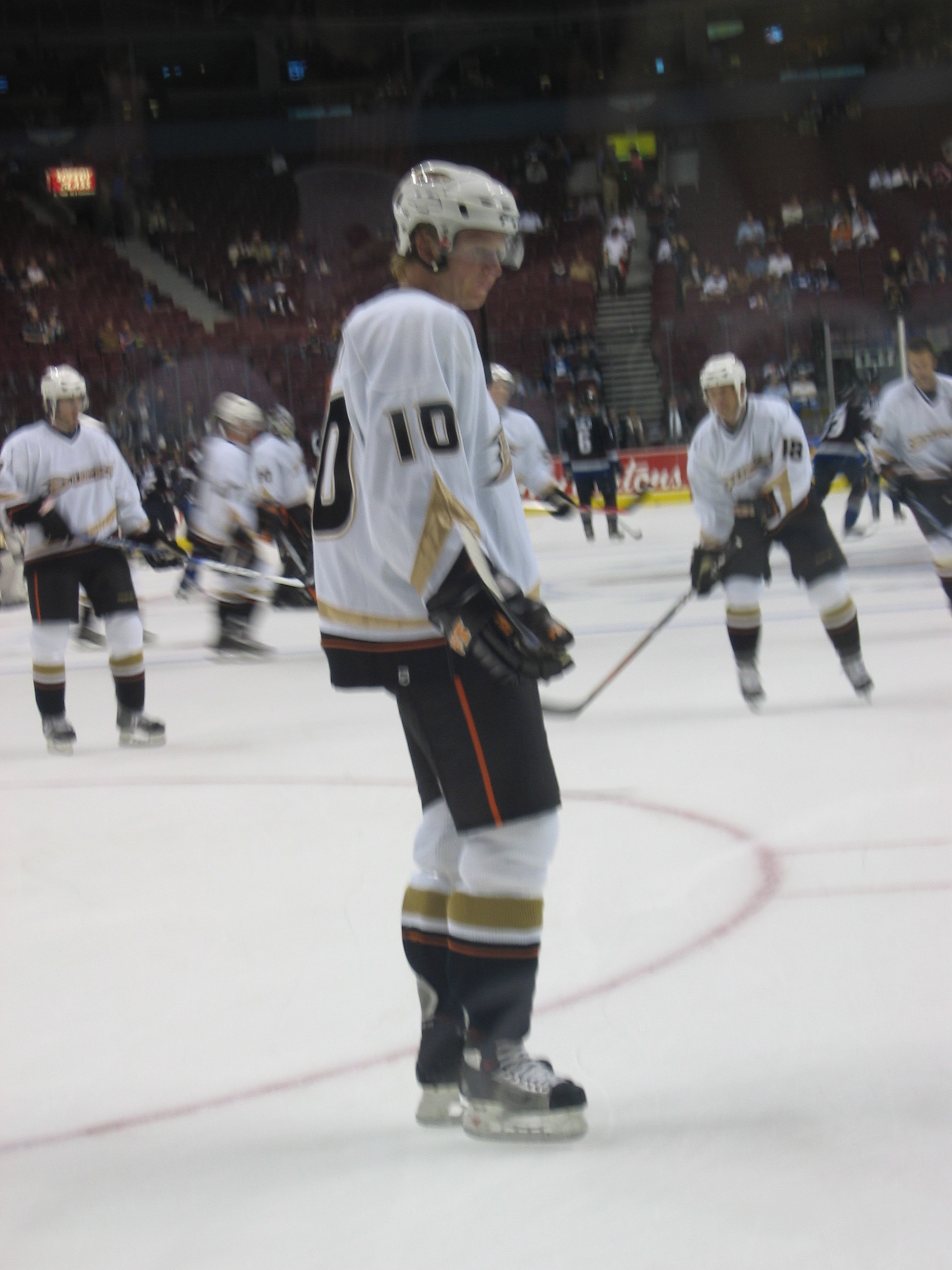
Corey Perry

| Bobby Smith Trophy „Scholastic Player of the Year“ - 1981/82 – Dave Simpson Dan Snyder Memorial Trophy Besonderes soziales oder gesellschaftliches Engagement - 1998 – Jason Metcalfe Dave Pinkney Trophy Wenigste Gegentore - 2003/04 – Ryan MacDonald & Gerald Coleman - 2004/05 – Adam Dennis & Gerald Coleman - 2015/16 – Tyler Parsons & Brendan Burke Eddie Powers Memorial Trophy Topscorer - 1981/82 – Dave Simpson - 1993/94 – Jason Allison - 2004/05 – Corey Perry - 2005/06 – Rob Schremp - 2006/07 – Patrick Kane - 2008/09 – John Tavares Emms Family Award Rookie des Jahres - 1972/73 – Dennis Maruk - 1987/88 – Rick Corriveau - 2000/01 – Rick Nash - 2006/07 – Patrick Kane F. W. „Dinty“ Moore Trophy Wenigste Gegentore unter den Rookie-Torhütern - 1976/77 – Barry Heard - 1989/90 – Sean Basilio - 2003/04 – Ryan MacDonald Jack Ferguson Award Erster Draftpick in der OHL Priority Selection - 1996 – Rico Fata Jim Mahon Memorial Trophy Meiste Punkte als rechter Flügelstürmer - 1972/73 – Dennis Ververgaert - 1977/78 – Dino Ciccarelli - 1997/98 – Maxim Spiridonow - 2003/04 – Corey Perry - 2004/05 – Corey Perry - 2005/06 – David Bolland - 2006/07 – Patrick Kane - 2012/13 – Seth Griffith - 2014/15 – Mitchell Marner | Matt Leyden Trophy Trainer des Jahres - 1976/77 – Bill Long - 1992/93 – Gary Agnew - 1997/98 – Gary Agnew - 2003/04 – Dale Hunter - 2004/05 – Dale Hunter - 2009/10 – Dale Hunter Max Kaminsky Trophy Bester Verteidiger - 1975/76 – Rick Green - 1977/78 – Brad Marsh & Rob Ramage - 1984/85 – Bob Halkidis - 1999/00 – John Erskine - 2004/05 – Danny Syvret Mickey Renaud Captain’s Trophy Mannschaftskapitän mit herausragenden Führungsqualitäten - 2014/15 – Max Domi OHL Executive of the Year - 1997/98 – Paul McIntosh - 2003/04 – Mark Hunter OHL Goaltender of the Year - 2005/06 – Adam Dennis - 2006/07 – Steve Mason - 2011/12 – Michael Houser Red Tilson Trophy Wertvollster Spieler - 1974/75 – Dennis Maruk - 1981/82 – Dave Simpson - 1993/94 – Jason Allison - 2004/05 – Corey Perry - 2011/12 – Michael Houser - 2015/16 – Mitchell Marner Wayne Gretzky 99 Award Wertvollster Spieler der Playoffs - 2005 – Corey Perry - 2012 – Austin Watson - 2013 – Bo Horvat - 2016 – Mitchell Marner William Hanley Trophy Sportlich fairster Spieler - 1981/82 – Dave Simpson - 1993/94 – Jason Allison |

## Trainer
| - 1968–1969: Gene Taylor - 1969–1971: Bep Guidolin - 1971–1972: Bronco Horvath - 1972–1980: Bill Long - 1980–1983: Paul McIntosh - 1983–1986: Don Boyd - 1986–1990: Wayne Maxner - 1990–1994: Gary Agnew | - 1994–1995: Mike Fedorko - 1995: Murray Nystrom - 1995–1996: Tom Barrett - 1996–1997: Brad Selwood - 1997: Paul McIntosh - 1997–2000: Gary Agnew - 2000–2001: Lindsay Hofford - 2001–2011: Dale Hunter - 2011–2012: Mark Hunter - seit 2012: Dale Hunter |

## Spielzeiten
| Saison  | GP | W  | L  | T  | OTL | SOL | P   | P %   | GF  | GA  | Platzierung | Play-offs          |
| ------- | -- | -- | -- | -- | --- | --- | --- | ----- | --- | --- | ----------- | ------------------ |
| 1968/69 | 54 | 19 | 26 | 9  | –   | –   | 47  | 0.435 | 242 | 258 | 7. OHA      | Viertelfinale      |
| 1969/70 | 54 | 22 | 25 | 7  | –   | –   | 51  | 0.472 | 209 | 238 | 6. OHA      | Halbfinale         |
| 1970/71 | 62 | 19 | 35 | 8  | –   | –   | 46  | 0.371 | 232 | 281 | 8. OHA      | Viertelfinale      |
| 1971/72 | 63 | 23 | 31 | 9  | –   | –   | 55  | 0.437 | 253 | 285 | 8. OHA      | Viertelfinale      |
| 1972/73 | 63 | 33 | 22 | 8  | –   | –   | 74  | 0.587 | 334 | 246 | 4. OHA      | Halbfinale         |
| 1973/74 | 70 | 36 | 27 | 7  | –   | –   | 79  | 0.564 | 282 | 250 | 4. OHA      | Viertelfinale      |
| 1974/75 | 70 | 26 | 37 | 7  | –   | –   | 59  | 0.421 | 296 | 368 | 9. OHA      | nicht qualifiziert |
| 1975/76 | 66 | 31 | 26 | 9  | –   | –   | 71  | 0.538 | 317 | 256 | 2. Emms     | Viertelfinale      |
| 1976/77 | 66 | 51 | 13 | 2  | –   | –   | 104 | 0.788 | 379 | 203 | 2. Emms     | Finale             |
| 1977/78 | 68 | 35 | 22 | 11 | –   | –   | 81  | 0.596 | 333 | 251 | 1. Emms     | Halbfinale         |
| 1978/79 | 68 | 37 | 29 | 2  | –   | –   | 76  | 0.559 | 310 | 287 | 2. Emms     | Qualifikation      |
| 1979/80 | 68 | 26 | 38 | 4  | –   | –   | 56  | 0.412 | 328 | 334 | 5. Emms     | 1. Runde           |
| 1980/81 | 68 | 20 | 48 | 0  | –   | –   | 40  | 0.294 | 300 | 388 | 6. Emms     | nicht qualifiziert |
| 1981/82 | 68 | 35 | 30 | 3  | –   | –   | 73  | 0.537 | 359 | 328 | 3. Emms     | 1. Runde           |
| 1982/83 | 70 | 32 | 37 | 1  | –   | –   | 65  | 0.464 | 336 | 339 | 5. Emms     | 1. Runde           |
| 1983/84 | 70 | 32 | 37 | 1  | –   | –   | 65  | 0.464 | 288 | 319 | 4. Emms     | 1. Runde           |
| 1984/85 | 66 | 43 | 22 | 1  | –   | –   | 87  | 0.659 | 340 | 276 | 2. Emms     | Viertelfinale      |
| 1985/86 | 66 | 28 | 33 | 5  | –   | –   | 61  | 0.462 | 271 | 292 | 6. Emms     | 1. Runde           |
| 1986/87 | 66 | 25 | 39 | 2  | –   | –   | 52  | 0.394 | 259 | 329 | 7. Emms     | nicht qualifiziert |
| 1987/88 | 66 | 40 | 22 | 4  | –   | –   | 84  | 0.636 | 309 | 273 | 2. Emms     | Viertelfinale      |
| 1988/89 | 66 | 37 | 25 | 4  | –   | –   | 78  | 0.591 | 311 | 264 | 3. Emms     | Halbfinale         |
| 1989/90 | 66 | 41 | 19 | 6  | –   | –   | 88  | 0.667 | 313 | 246 | 1. Emms     | 1. Runde           |
| 1990/91 | 66 | 38 | 25 | 3  | –   | –   | 79  | 0.598 | 301 | 270 | 3. Emms     | 1. Runde           |
| 1991/92 | 66 | 37 | 25 | 4  | –   | –   | 78  | 0.591 | 310 | 260 | 3. Emms     | Viertelfinale      |
| 1992/93 | 66 | 32 | 27 | 7  | –   | –   | 71  | 0.538 | 323 | 292 | 3. Emms     | Viertelfinale      |
| 1993/94 | 66 | 32 | 30 | 4  | –   | –   | 68  | 0.515 | 293 | 279 | 5. Emms     | 1. Runde           |
| 1994/95 | 66 | 18 | 44 | 4  | –   | –   | 40  | 0.303 | 210 | 309 | 4. Western  | 1. Runde           |
| 1995/96 | 66 | 3  | 60 | 3  | –   | –   | 9   | 0.068 | 179 | 435 | 5. Western  | nicht qualifiziert |
| 1996/97 | 66 | 13 | 51 | 2  | –   | –   | 28  | 0.212 | 215 | 365 | 5. Western  | nicht qualifiziert |
| 1997/98 | 66 | 40 | 21 | 5  | –   | –   | 85  | 0.644 | 301 | 238 | 1. Western  | Halbfinale         |
| 1998/99 | 68 | 34 | 30 | 4  | –   | –   | 72  | 0.529 | 260 | 217 | 3. West     | Finale             |
| 1999/00 | 68 | 22 | 36 | 7  | 3   | –   | 54  | 0.397 | 186 | 250 | 5. West     | nicht qualifiziert |
| 2000/01 | 68 | 26 | 34 | 5  | 3   | –   | 60  | 0.441 | 222 | 263 | 4. West     | 1. Runde           |
| 2001/02 | 68 | 24 | 27 | 10 | 7   | –   | 65  | 0.478 | 210 | 249 | 5. West     | Viertelfinale      |
| 2002/03 | 68 | 31 | 27 | 7  | 3   | –   | 72  | 0.529 | 220 | 205 | 2. Midwest  | Viertelfinale      |
| 2003/04 | 68 | 53 | 11 | 2  | 2   | –   | 110 | 0.809 | 300 | 147 | 1. Midwest  | Halbfinale         |
| 2004/05 | 68 | 59 | 7  | 2  | 0   | –   | 120 | 0.882 | 310 | 125 | 1. Midwest  | Memorial Cup       |
| 2005/06 | 68 | 49 | 15 | –  | 1   | 3   | 102 | 0.750 | 304 | 211 | 1. Midwest  | Finale             |
| 2006/07 | 68 | 50 | 14 | –  | 1   | 3   | 104 | 0.765 | 311 | 231 | 1. Midwest  | Halbfinale         |
| 2007/08 | 68 | 38 | 24 | –  | 4   | 2   | 82  | 0.603 | 250 | 230 | 2. Midwest  | 1. Runde           |
| 2008/09 | 68 | 49 | 16 | –  | 1   | 2   | 101 | 0.743 | 287 | 194 | 1. Midwest  | Halbfinale         |
| 2009/10 | 68 | 49 | 16 | –  | 1   | 2   | 101 | 0.743 | 273 | 208 | 1. Midwest  | Viertelfinale      |
| 2010/11 | 68 | 34 | 29 | –  | 4   | 1   | 73  | 0.537 | 230 | 253 | 5. Midwest  | 1. Runde           |
| 2011/12 | 68 | 49 | 18 | –  | 0   | 1   | 99  | 0.728 | 277 | 178 | 1. Midwest  | OHL-Meister        |
| 2012/13 | 68 | 50 | 13 | –  | 2   | 3   | 105 | 0.772 | 279 | 180 | 1. Midwest  | OHL-Meister        |
| 2013/14 | 68 | 49 | 14 | –  | 1   | 4   | 103 | 0.757 | 316 | 203 | 3. Midwest  | Viertelfinale      |

 GP = Spiele, W = Siege, L = Niederlagen, T = Unentschieden, OTL = Overtime-Niederlagen, SOL = Shutout-Niederlagen, P= Punkte, GF = Tore, GA = Gegentore

## Spieler

### Erstrunden-Draftpicks

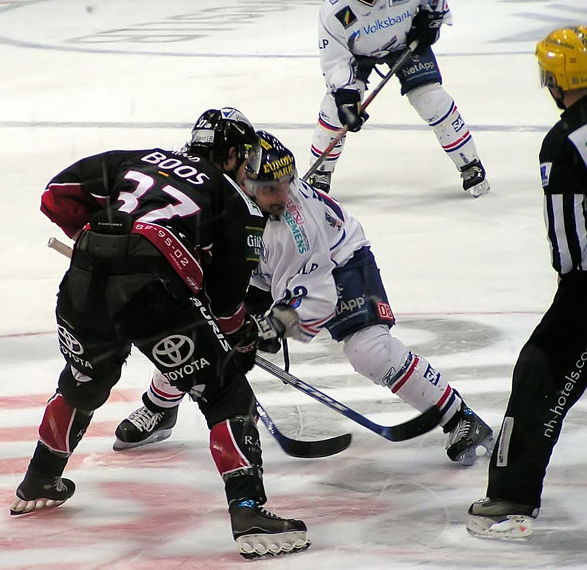
Rico Fata

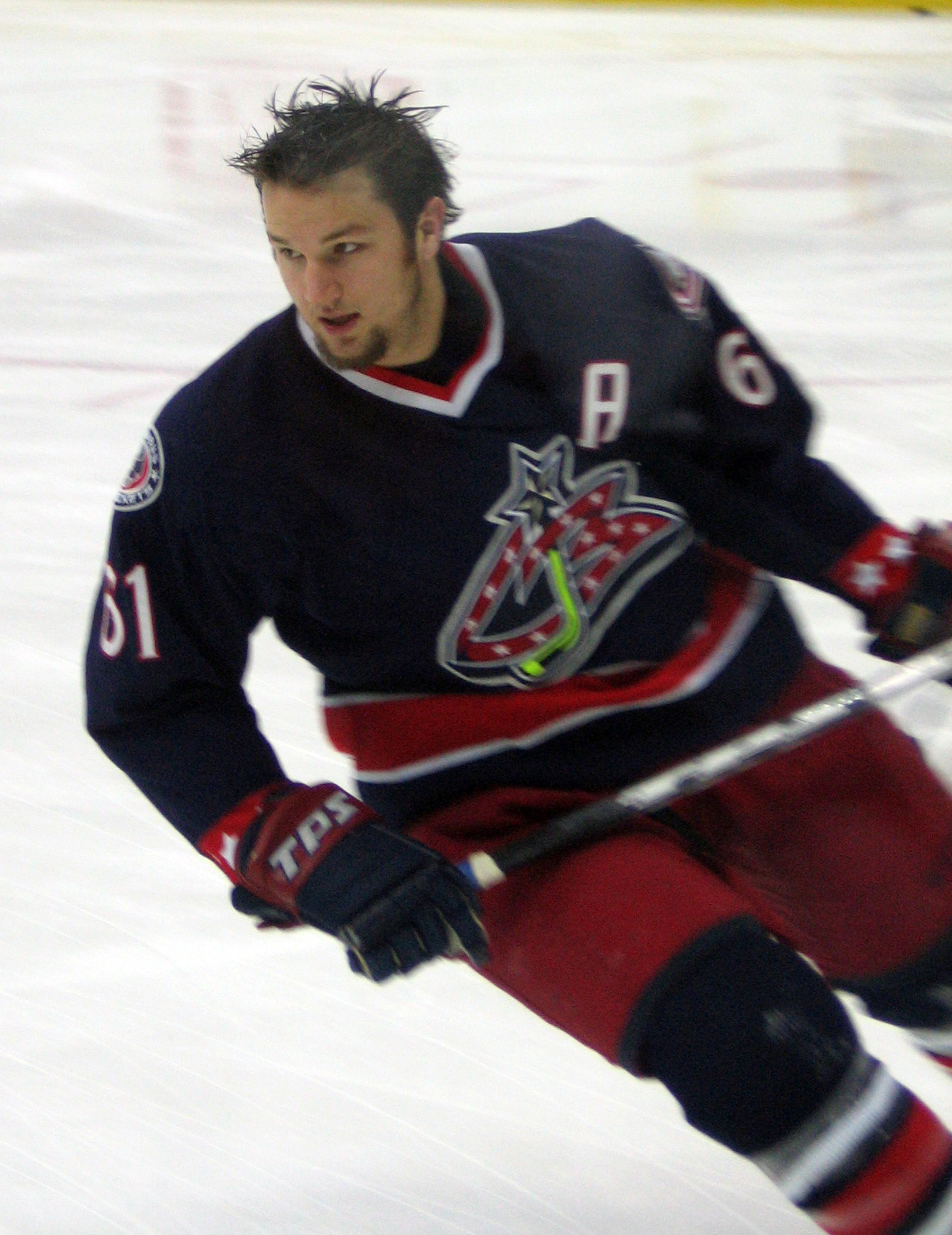
Rick Nash

| Draftjahr | Spieler               | Position | Team                    |
| --------- | --------------------- | -------- | ----------------------- |
| 1963      | Walt McKechnie        | 6.       | Toronto Maple Leafs     |
| 1970      | Darryl Sittler        | 8.       | Toronto Maple Leafs     |
| 1970      | Dan Maloney           | 14.      | Chicago Blackhawks      |
| 1973      | Dennis Ververgaert    | 3.       | Vancouver Canucks       |
| 1976      | Rick Green            | 1.       | Washington Capitals     |
| 1977      | Scott Campbell        | 9.       | St. Louis Blues         |
| 1978      | Brad Marsh            | 11.      | Atlanta Flames          |
| 1985      | Jim Sandlak           | 4.       | Vancouver Canucks       |
| 1987      | Brendan Shanahan      | 2.       | New Jersey Devils       |
| 1993      | Nick Stajduhar        | 16.      | Edmonton Oilers         |
| 1993      | Jason Allison         | 17.      | Washington Capitals     |
| 1998      | Rico Fata             | 6.       | Calgary Flames          |
| 2002      | Rick Nash             | 1.       | Columbus Blue Jackets   |
| 2003      | Corey Perry           | 28.      | Mighty Ducks of Anaheim |
| 2004      | Rob Schremp           | 25.      | Edmonton Oilers         |
| 2007      | Patrick Kane          | 1.       | Chicago Blackhawks      |
| 2007      | Sam Gagner            | 6.       | Edmonton Oilers         |
| 2009      | John Tavares          | 1.       | New York Islanders      |
| 2009      | Nazem Kadri           | 7.       | Toronto Maple Leafs     |
| 2011      | Wladislaw Namestnikow | 27.      | Tampa Bay Lightning     |
| 2012      | Olli Määttä           | 22.      | Pittsburgh Penguins     |
| 2013      | Bo Horvat             | 9.       | Vancouver Canucks       |
| 2013      | Max Domi              | 12.      | Phoenix Coyotes         |
| 2013      | Nikita Sadorow        | 16.      | Buffalo Sabres          |
| 2015      | Mitchell Marner       | 4.       | Toronto Maple Leafs     |
| 2016      | Olli Juolevi          | 5.       | Vancouver Canucks       |
| 2016      | Matthew Tkachuk       | 6.       | Calgary Flames          |
| 2016      | Max Jones             | 24.      | Anaheim Ducks           |
| 2017      | Robert Thomas         | 20.      | St. Louis Blues         |
| 2018      | Evan Bouchard         | 10.      | Edmonton Oilers         |
| 2018      | Liam Foudy            | 18.      | Columbus Blue Jackets   |
| 2019      | Connor McMichael      | 25.      | Washington Capitals     |

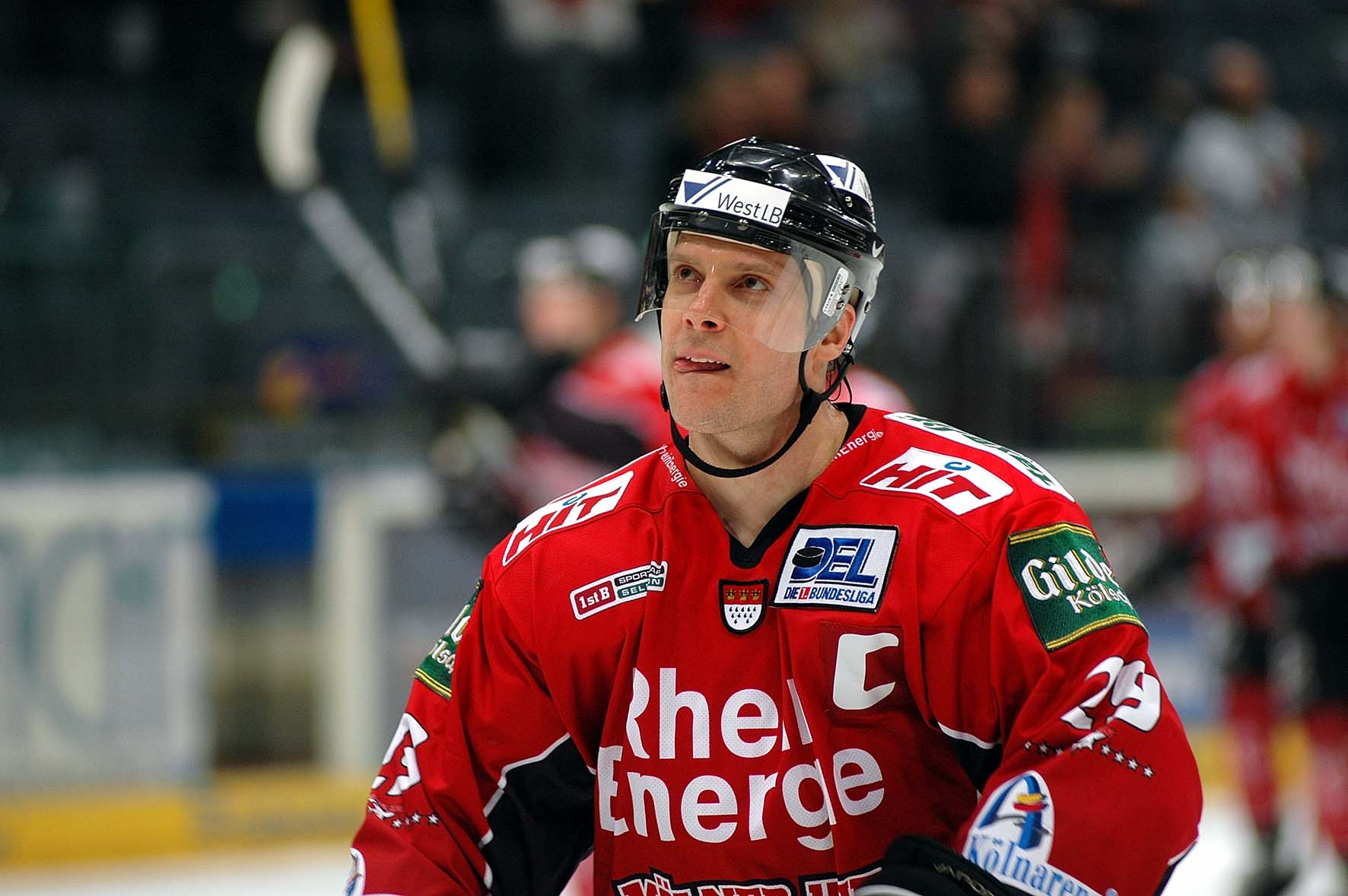
Brad Schlegel

Verschiedene Spieler, die ihre Juniorenzeit bei den Knights verbrachten, machten später auch in der National Hockey League Karriere. Einige von ihnen sind:
- Akim Aliu
- Josh Anderson
- Andreas Athanasiou
- Krys Barch
- Adam Boqvist
- Brian Bradley
- Fred Brathwaite
- Pat Burns
- John Carlson
- Jeff Christian
- Dino Ciccarelli
- Doug Crossman
- Michael Del Zotto
- Christian Dvorak
- John Erskine
- Kevin Evans
- Sam Gagner
- Daniel Girardi
- Scott Harrington
- Alex Henry
- Todd Hlushko
- Michael Hutchinson
- Peter Ing
- Rick Kehoe
- Dave Lowry
- Patrick Maroon
- Dennis Maruk
- Steve Mason
- Greg McKegg
- Victor Mete
- Marc Methot
- Barry Potomski
- Brandon Prust
- Kyle Quincey
- Rob Ramage
- Pat Riggin
- Brad Schlegel
- Jim Schoenfeld
- Brad Smyth
- Charlie Stephens
- Mitchell Stephens
- Anthony Stolarz
- Chris Taylor
- Chris Tierney
- Steve Thornton
- Austin Watson
- Ron Zanussi

### Gesperrte Rückennummern

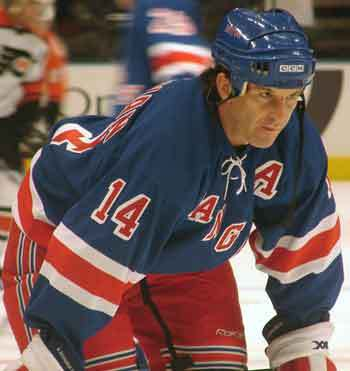
19 – Brendan Shanahan

Folgende Spieler haben sich für den Verein so verdient gemacht, dass ihre Rückennummern zu ihren Ehren nicht mehr vergeben werden:
- 5 – Rob Ramage
- 8 – Dino Ciccarelli
- 9 – Darryl Sittler
- 19 – Brendan Shanahan
- 22 – Brad Marsh
- 88 – Patrick Kane
- 94 – Corey Perry

### Hall of Famer
In die Hockey Hall of Fame wurden mit Darryl Sittler, Dino Ciccarelli und Brendan Shanahan bisher drei ehemalige Spieler der London Knights aufgenommen.

### 300-Punkte-Klub
Die folgenden Spieler erreichten die bedeutende Marke von 300 Scorerpunkten für die London Knights: 

| Spieler            | Pos. | GP  | G   | A   | P   | Spielzeiten | NHL                                                                                                  |
| Corey Perry        | RW   | 253 | 140 | 240 | 380 | 2001–2005   | Anaheim Ducks, Dallas Stars                                                                          |
| Chris Taylor       | C    | 259 | 150 | 228 | 378 | 1988–1992   | New York Islanders, Boston Bruins, Buffalo Sabres                                                    |
| Brian Bradley      | C    | 210 | 138 | 235 | 373 | 1981–1985   | Calgary Flames, Vancouver Canucks, Toronto Maple Leafs, Tampa Bay Lightning                          |
| Dennis Maruk       | F    | 193 | 159 | 211 | 370 | 1972–1975   | California Golden Seals, Cleveland Barons, Minnesota North Stars, Washington Capitals                |
| Dylan Hunter       | LW   | 315 | 106 | 263 | 369 | 2001–2006   | – |
| Dennis Ververgaert | F    | 187 | 141 | 210 | 351 | 1970–1973   | Vancouver Canucks, Philadelphia Flyers, Washington Capitals                                          |
| Dino Ciccarelli    | RW   | 226 | 169 | 177 | 346 | 1976–1980   | Minnesota North Stars, Washington Capitals, Detroit Red Wings, Tampa Bay Lightning, Florida Panthers |
| Jason Allison      | C    | 202 | 123 | 202 | 325 | 1991–1995   | Washington Capitals, Boston Bruins, Los Angeles Kings, Toronto Maple Leafs                           |
| Dave Simpson       | F    | 204 | 130 | 189 | 319 | 1977–1982   | – |
| Scott Morrison     | F    | 203 | 116 | 200 | 316 | 1981–1984   | – |
| Reg Thomas         | C    | 180 | 136 | 173 | 309 | 1970–1973   | Québec Nordiques                                                                                     |
| Rob Schremp        | C    | 179 | 126 | 178 | 304 | 2003–2006   | Edmonton Oilers, New York Islanders                                                                  |

Abkürzungen: G = Torhüter, D = Verteidiger, C = Center, W = Flügel, F = Stürmer, RW = Rechter Flügel, LW = Linker Flügel

## Teamrekorde
| Reguläre Saison    |       |         |
| Statistik          | Total | Saison  |
| Punkte             | 120   | 2004/05 |
| Siege              | 59    | 2004/05 |
| Meiste Tore        | 379   | 1976/77 |
| Wenigste Tore      | 179   | 1995/96 |
| Wenigste Gegentore | 125   | 2004/05 |
| Meiste Gegentore   | 435   | 1995/96 |

| Individuelle Rekorde                        |                 |       |         |
| Statistik                                   | Spieler         | Total | Saison  |
| Tore                                        | Dino Ciccarelli | 72    | 1977/78 |
| Assists                                     | Sergei Kaszizyn | 91    | 2006/07 |
| Punkte                                      | Dave Simpson    | 155   | 1981/82 |
| Punkte Rookie                               | Patrick Kane    | 145   | 2006/07 |
| Punkte Verteidiger                          | Chris McCauley  | 114   | 1981/82 |
| Gegentorschnitt*                            | Gerald Coleman  | 1.70  | 2004/05 |
| * Torhüter mit mindestens 1500 Spielminuten |                 |       |         |